# Clara Zetkin
Clara Josephine Zetkin, ursprungligen Eißner, född 5 juli 1857 i Wiederau i Sachsen, död 20 juni 1933 i Moskva i Sovjetunionen, var en tysk kommunist och kvinnorättskämpe. Hon var aktiv i Tysklands socialdemokratiska parti och senare i det radikala Spartacusförbundet och Kommunistpartiet. Clara Zetkin var en av de mest framträdande kvinnorna inom den socialistiska rörelsen i Europa. År 1910 lanserade hon den Internationella kvinnodagen. Zetkin gick i exil till Sovjetunionen när nazisterna kom till makten 1933 och avled på sommaren samma år. Clara Zetkin är begravd i Kremlmuren i Moskva.

## Biografi

### Tidiga år och exil i Paris
Clara Eißner föddes 1857 i byn Wiederlau söder om Leipzig i Sachsen. Som dotter till byskolläraren och med en mor engagerad i kvinno- och arbetarföreningar fick hon i tidiga år bevittna hur arbetarbefolkningen levde. I början av 1870-talet flyttade familjen till Leipzig på grund av barnens studier. Här utbildade hon sig vid folkskoleseminariet för kvinnor lett av den borgerliga kvinnorättsaktivisten Auguste Schmidt och tog examen med högsta betyg. I Leipzig tillhörde hon en grupp radikala studenter och blev bekant med den rysk-ukrainske revolutionären Ossip Zetkin som senare blev hennes livskamrat. 1878 gick Clara Eißner med i Socialistiska arbetarpartiet SAP (tyska: Sozialistische Arbeiterpartei).
År 1878 infördes under rikskansler Bismarck den så kallade socialistlagen (tyska: Sozialistengesetze; Gesetz gegen die gemeingefährlichen Bestrebungen der Sozialdemokratie, svenska: Lagen mot de samhällsfarliga socialdemokratiska strävandena). Lagen innebar förbud mot möten vars syfte var att sprida socialistiska idéer, kriminalisering av vissa fackföreningar och att hundratals tidskrifter tvingades lägga ner. Vid ett polistillslag på ett socialistiskt möte blev Ossip Zetkin anhållen och utvisad ur landet.
Socialistlagen fick Clara Eißner att gå i exil, först till Schweiz och Österrike där hon arbetade som guvernant, och därefter till Paris. I Paris levde hon med Ossip Zetkin. Hon antog hans namn men för att hon skulle få behålla sitt tyska medborgarskap gifte de sig inte. Clara och Ossip Zetkin fick två barn tillsammans, sönerna Maxim och Kostja. De umgicks i socialistiska kretsar och träffade personer som deltagit vid barrikaderna under Pariskommunen 1871. Familjen levde under svåra förhållanden i Paris, endast med sporadiska inkomster från journalistiskt arbete och översättningar samt med ekonomiskt stöd från vänner. Ossip Zetkin insjuknade i tuberkulos och avled 1889.
Samma år var Clara Zetkin med om att organisera den Andra Internationalens kongress i Paris. Här höll hon ett föredrag utifrån Friedrich Engels och August Bebels teorier som hade stor betydelse för arbetarkvinnornas fortsatta möjligheter att hävda sig inom den socialistiska rörelsen. Föredraget publicerades som Die Arbeiterinnen- und Frauenfrage der Gegenwart (sv: Samtida frågor rörande kvinnliga arbetare och kvinnor) och blev en av grunderna för de kvinnliga socialisternas emancipationsteorier. Zetkin försvarade kvinnans rätt till arbete i opposition mot de manliga partikamrater som bland annat menade att kvinnor borde sköta hemmet och att tillgången på kvinnliga arbetare ledde till att manliga arbetares löner sänktes. I talet vid kongressen sa Zetkin bland annat:
| ”                                                              | De som har mänsklighetens frigörelse inskrivet på sin fana bör inte fördöma halva mänskligheten till politiskt och socialt slaveri. Liksom mannen är underkuvad kapitalisten är kvinnan underkuvad mannen; och hon kommer att förbli underkuvad om hon fortsätter att vara ekonomiskt beroende. Arbete är grundförutsättningen för kvinnans ekonomiska självständighet. | „ |
| – Clara Zetkin, Andra Internationalens kongress i Paris, 1889. | |   |

### Åter i Tyskland

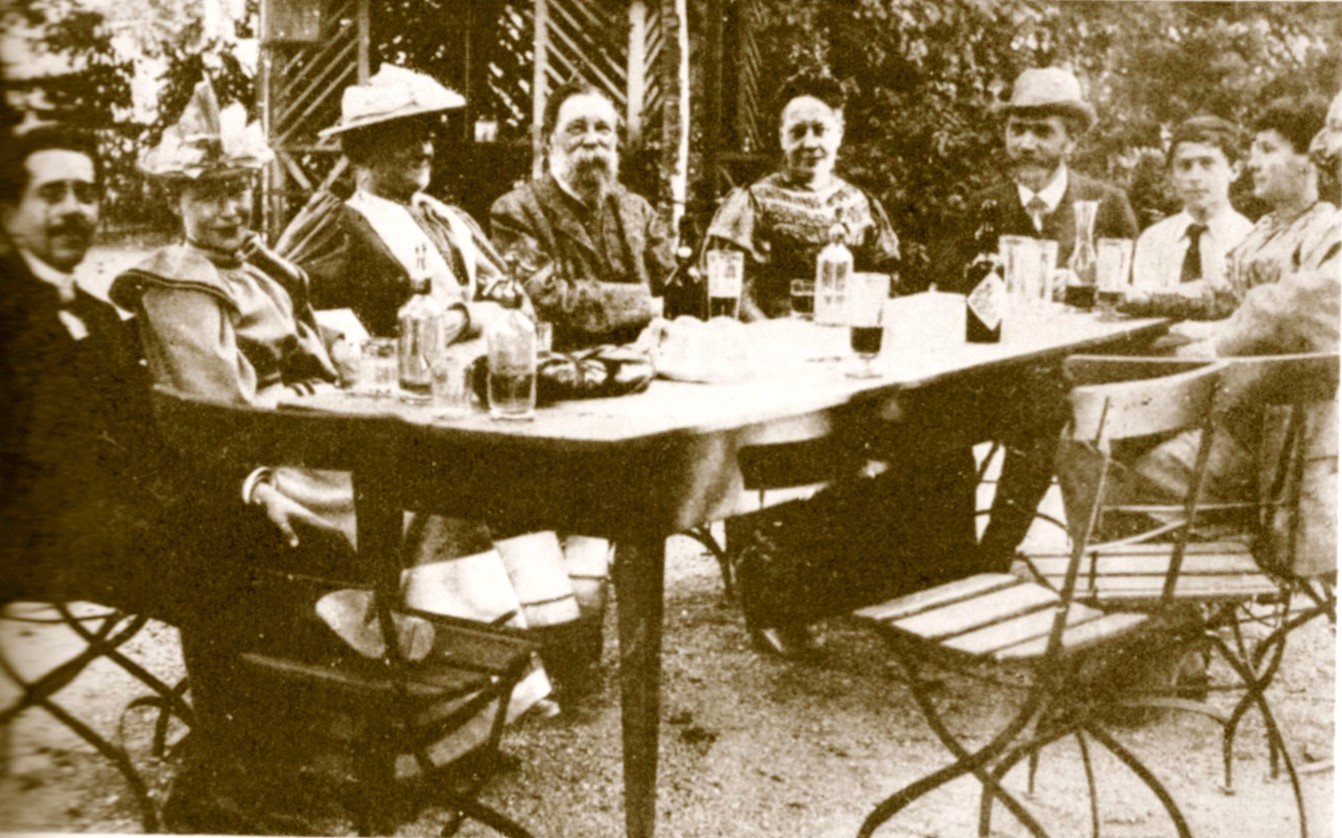
Från vänster till höger: Bebels svärson, Bebels dotter, Clara Zetkin, Friedrich Engels, Julie Bebel, August Bebel, Ernst Schatter, Regine Bernstein och Eduard Bernstein. Zürich 1893.

När de antisocialistiska lagarna upphörde att gälla 1890 flyttade Zetkin tillbaka till Tyskland. Hon bosatte sig i Stuttgart där hon blev redaktör för socialdemokraternas kvinnotidskrift Die Gleichheit (sv: Jämlikhet) som hon arbetade med under 25 år. Ett stort antal av Zetkins artiklar publicerades i Sverige av Socialdemokraternas kvinnoförbund i tidningen Morgonbris. Zetkin propagerade bland annat för lika lön, kvinnlig rösträtt och offentlig barnomsorg, och hon samtyckte även till rätten till skilsmässa och abort. Hennes huvudtema var att kampen för socialismen och kampen för kvinnans rättigheter är oskiljaktiga; att kvinnans emancipation finns inneboende i socialismen och att ingen verklig frigörelse för kvinnan är möjlig annat än i ett socialistiskt samhälle.
| ”                                                        | Endast det socialistiska samhället löser den konflikt som är så aktuell idag tack vare kvinnornas yrkesverksamhet. När familjen försvinner som ekonomisk enhet och istället träder familjen som moralisk enhet, kommer kvinnan som jämställd, och likt mannen skapande, och i samma kamp som honom, att utvecklas som individ. Men hon kommer samtidigt att i fullaste mått fylla sin uppgift som maka och mor. | „ |
| – Clara Zetkin vid Socialdemokratiska partidagarna 1896. | |   |

År 1891 inkluderade Socialdemokraterna (SPD), som första tyska parti, kravet på allmän rösträtt för män och kvinnor i sitt partiprogram, mycket tack vare Zetkins påtryckningar. Fem år senare blev hon invald i SPD:s partistyrelse.
Clara Zetkin gifte sig 1897 med den arton år yngre konstnären Friedrich Zundel med vilken hon levde i Stuttgart tillsammans med sina två söner.
Clara Zetkin var under dessa år, och resten av sitt liv, aktiv i internationella socialistiska och kommunistiska organisationer. Zetkin var en övertygad internationalist och under fyrtio år en av de mest framträdande kvinnorna inom den socialistiska rörelsen i Europa. Under den Internationella Socialistkongressen i Stuttgart 1907 krävde hon att alla arbetarpartier skulle förpliktiga sig att kämpa för kvinnans rösträtt. Vid denna kongress lärde hon känna Lenin som blev en av hennes nära politiska vänner. År 1910 valdes hon till ordförande i Internationella Socialistiska Kvinnoförbundet. Vid Andra Internationalens kongress i Köpenhamn 1910 lade hon fram förslaget till instiftandet av den Internationella kvinnodagen, som efter 1921 kom att firas den 8 mars. Senare blev hon medlem i verkställande utskottet för Kommunistiska Internationalen – Komintern.

### Från socialdemokrat till kommunist

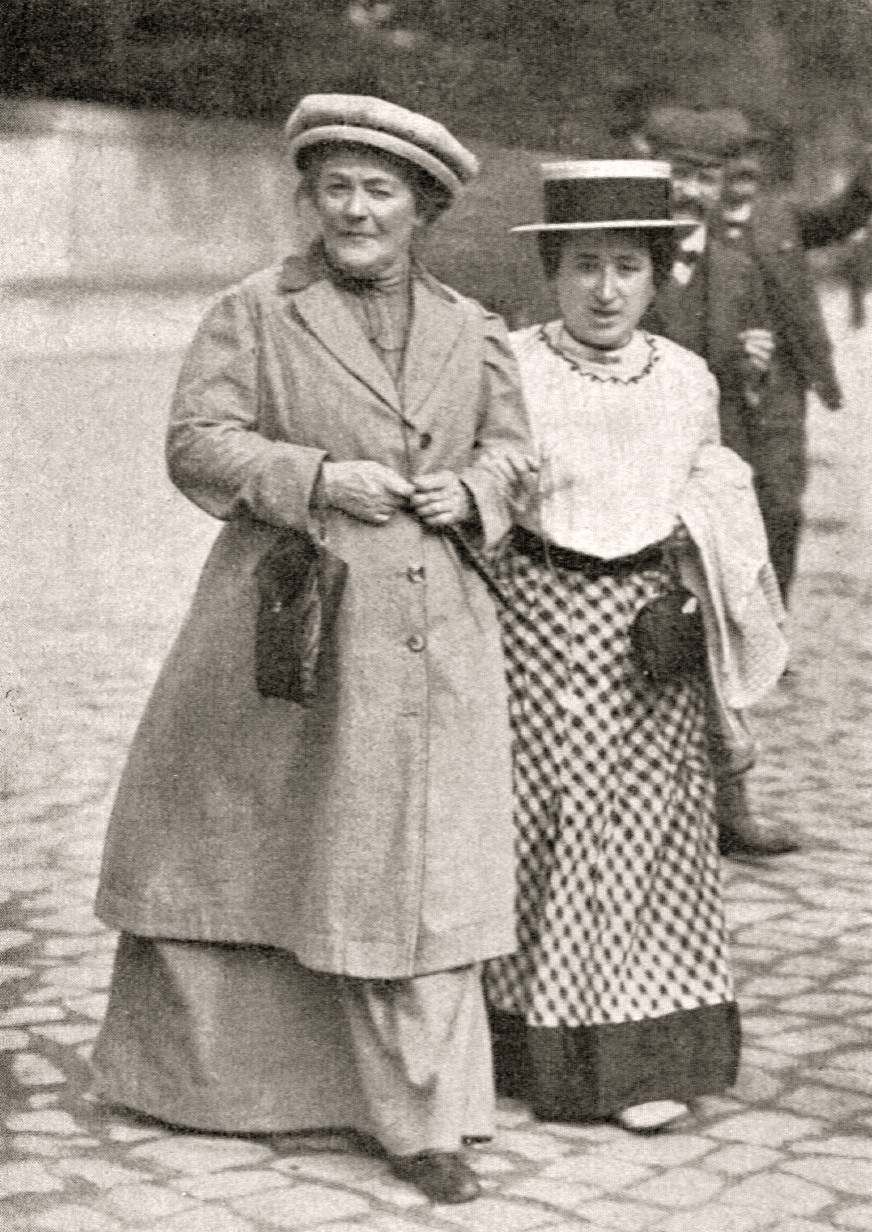
Clara Zetkin (t.v.) med Rosa Luxemburg 1910

Clara Zetkin tillhörde, tillsammans med bland annat Rosa Luxemburg, Socialdemokraternas (SPD) vänsterfalang och vid sekelskiftet 1900 kritiserade de skarpt SPD:s reformistiska grupp företrädd av Eduard Bernstein. Kritiken från vänstern inom partiet förstärktes ytterligare vid Första världskrigets början och riksdagens omröstningar om krigskrediter 1914–1915. Clara Zetkin och hennes likasinnade var krigsmotståndare medan partiets ledande skikt röstade för krigskrediterna och stödde kriget. Vänsterfalangen grundade då Tysklands oberoende socialdemokratiska parti USPD (ty: Unabhängige Sozialdemokratische Partei Deutschlands). Som en konsekvens av detta förlorade Clara Zetkin sitt arbete som redaktör på tidningen Die Gleichheit. Clara Zetkin anslöt sig till det av Rosa Luxemburg och Karl Liebknecht bildade radikala Spartacusförbundet som blev USPD:s yttersta vänsterflygel. 1918 tog de ytterligare ett steg och blev en självständig revolutionär organisation som under revolutionen i november 1918 försökte inrätta en socialistisk arbetarrådsrepublik. Den 1 januari 1919 gick Spartacusförbundet samman med andra revolutionära grupper i Kommunistiska Partiet KPD (ty: Kommunistische Partei Deutschlands).
Under kriget kritiserade Zetkin den "borgfred" som rådde i landet. "Borgfreden" innebar att socialdemokraterna och fackföreningarna avstod från att agera emot den tyska regeringen medan kriget pågick. Zetkin kritiserade även militarismen och imperialismen, krafter som hon menade hade framkallat kriget. Clara Zetkin drev ett aktivt fredsarbete i tal och skrift och deltog i fredsdemonstrationer och vid konferenser. Vid ett tillfälle blev hon anhållen och anklagad för landsförräderi men släpptes efter att protester inkommit. Hon var medorganisatör till den Internationella kvinnokonferensen för Fred i Bern, Schweiz 1915.
Tiden från hösten 1918, då Första världskriget slutade och det tyska kejsardömet föll, till sommaren 1919 var turbulent i Tyskland; novemberrevolutionen skakade landet; kejsar Wilhelm II abdikerade, Rosa Luxemburg och Karl Liebknecht mördades, Versaillesfreden undertecknades och Weimarrepubliken grundades. Zetkin var under denna tid aktiv i revolutionära Spartacusförbundet och deltog i grundandet av kommunistpartiet KDP i januari 1919. Av Clara Zetkins egen text Minnen om Lenin framgår att hon bland annat organiserade studiegrupper och möten med arbetarkvinnor i strävan att mobilisera kvinnorna i den kommunistiska kampen.
Vid riksdagsvalet 1920 lydde texten på KPD:s valaffisch: ”Tänk på Liebknecht – Rösta på Kommunisterna (Spartacus) – Zetkins lista” (ty: Denkt an Lieibknecht – Wählt Kommunisten (Spartakus) – Liste Zetkin). Clara Zetkin valdes in riksdagen och var sedan riksdagsledamot för KDP tills Adolf Hitler 1933 utestängde partiet från riksdagen.

### Sovjet och de sista åren

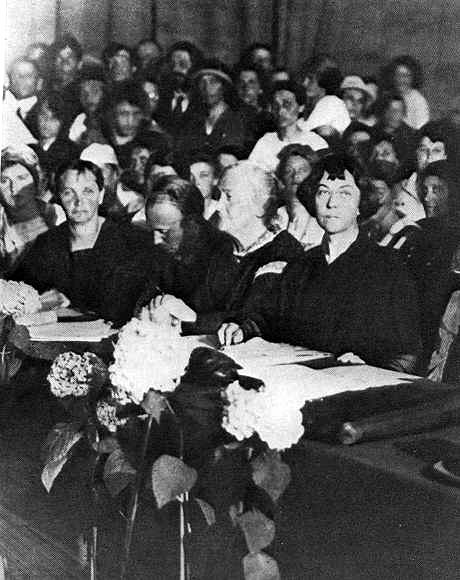
Clara Zetkin i mitten, till höger om henne Alexandra Kollontaj, Kominterns kongress i Moskva 1921.

År 1921 blev Clara Zetkin medlem i Verkställande utskottet för Komintern – Kommunistiska Internationalen, en post hon behöll livet ut. Under dessa år tillbringade hon långa perioder i Sovjetunionen. Mellan 1921 och 1925 var hon redaktör för Kominterns tyska kvinnotidskrift Kommunistiska Kvinnointernationalen (ty: Die kommunistische Fraueninterantionale) som efter Lenins bortgång ändrade karaktär från en tidskrift med texter till en pamflett med Sovjetpropaganda och lades sedan ned. Efter Lenins död i januari 1924 hamnade Clara Zetkin, nu 66 år gammal, i politisk isolering i Sovjet men var fortfarande ett objekt för offentliga hedersbetygelser. Hon var opponent till Stalin men många menar att hon trots detta leddes in i hans politiska spel. Så här skrev Lev Trotskij 1928, efter Kominterns sjätte kongress: ”En respektabel gammal dam – hon var tidigare Clara Zetkin - sade att inga idéer som kom från Trotskij kunde betraktas som korrekta. Hon utförde bara en uppgift som hon tilldelats bakom kulisserna. Att tilldela människor med oklanderligt rykte ovärdiga uppgifter är Stalins system.”
År 1928 skilde sig Clara Zetkin och Friedrich Zundel.
Som riksdagens äldsta ledamot blev Clara Zetkin 1932 dess ålderspresident och höll ett uppmärksammat tal om vikten av att alla går samman i kampen mot fascismen och nazismen.
I januari 1933 utsågs Hitler till rikskansler och efter riksdagshusbranden den 27 februari samma år utestängdes KDP ur tyska riksdagen. Zetkin valde då att gå i exil till Sovjet. Hennes Schriften brändes demonstrativt av nazister under de omfattande bokbålen den våren och sommaren. Hon avled den 20 juni samma år och är begravd i Kremlmuren.

## Eftermäle
Under andra hälften av 1900-talet lyftes Clara Zetkins skrifter och gärningar fram av kommunistpartierna i det forna Östblocket och inom den västerländska vänsterrörelsen. I Östtyskland (DDR) var Clara Zetkin en återkommande portalfigur i socialistpartiets propaganda, en stor del av hennes texter återutgavs i bokform  och hennes porträtt trycktes på sedlar och frimärken. Man instiftade även en Clara Zetkin-medalj som tilldelades personer "för utmärkta förtjänster i förverkligandet av lika rättigheter för kvinnor i uppbyggandet av socialismen i DDR och i kampen för fredens bevarande". I Tyskland, och även i Ryssland och östra Europa, bär många gator, torg, skolor och institutioner hennes namn. Statyer av henne har rests i bland annat Leipzig, Dresden, Neubrandenburg och Berlin.
Det finns fortfarande ett levande intresse för Clara Zetkin och hennes idéer. I juli 2007 hölls ett kollokvium om Clara Zetkin i Berlin som resulterade i boken Clara Zetkin in ihrer Zeit (Clara Zetkin i sin tid). Boken presenterar en del ny fakta och information kring hennes politiska och pedagogiska verksamhet. I boken publiceras för första gången ett antal brev Zetkin skrev till Hjalmar Branting, Ruth Gustafson och Kata Dalström.
År 2007 instiftade den tyska fackföreningen IG Metall ett Clara-Zetkin-Pris som ges till en kvinna som gjort en bestående insats för kvinnors arbete. Vänsterpartiet Die Linke instiftade 2011 också ett pris, Clara-Zetkin-Frauenpreis, för att hedra kvinnor som gjort utomordentliga insatser inom samhälle och politik. Priset delas varje år ut i samband med den internationella kvinnodagen.
Clara Zetkin var en betydande person inom den socialistiska kvinnorörelsen decennierna runt sekelskiftet 1900 och än i dag, hundra år senare, publiceras texter av och om henne, men hon är framförallt ihågkommen som kvinnan som lade fram förslaget om införandet av den internationella kvinnodagen. Kvinnodagen den 8 mars firas och uppmärksammas idag över hela världen.

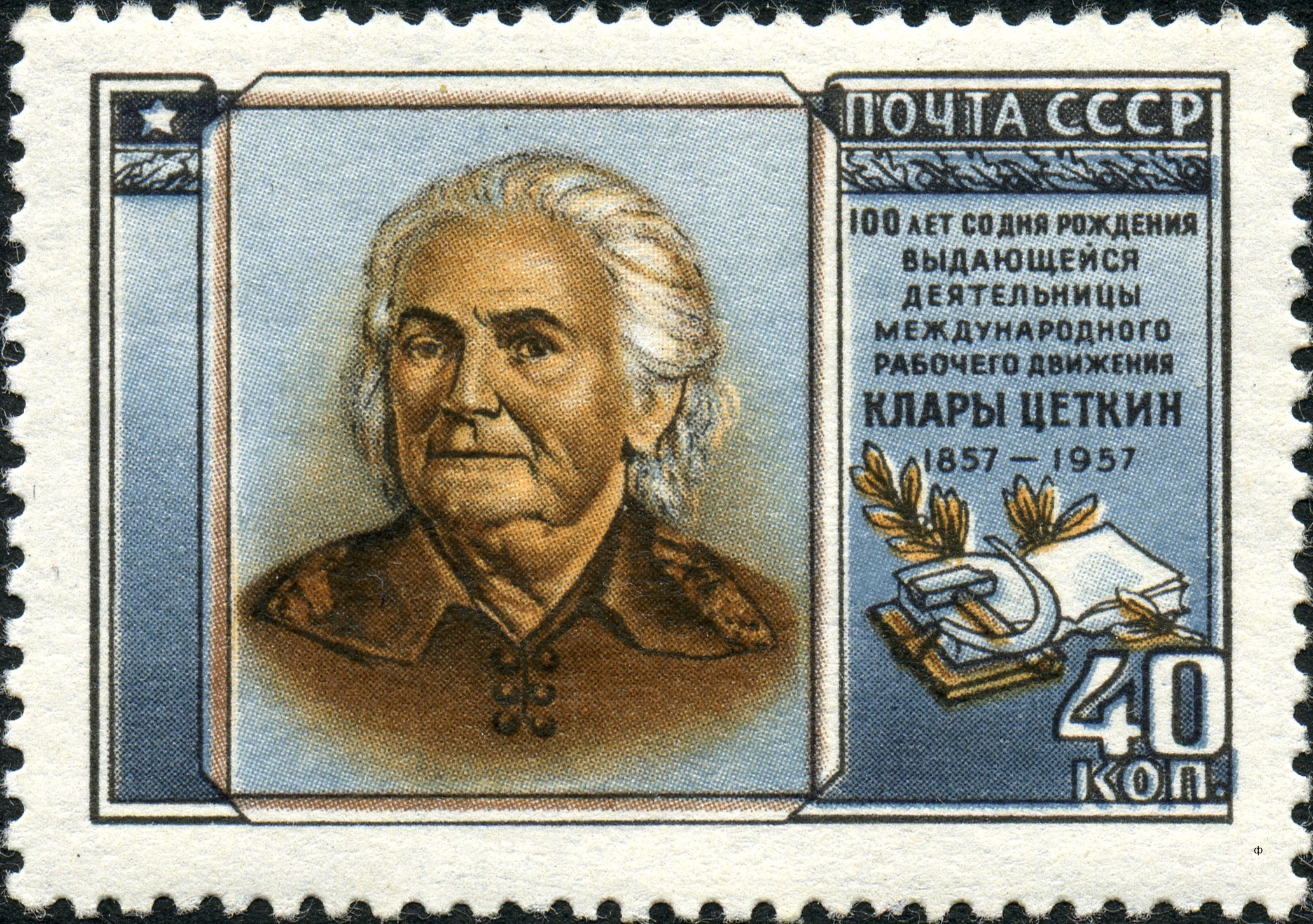
Zetkin på ett Sovjetiskt frimärke 1957
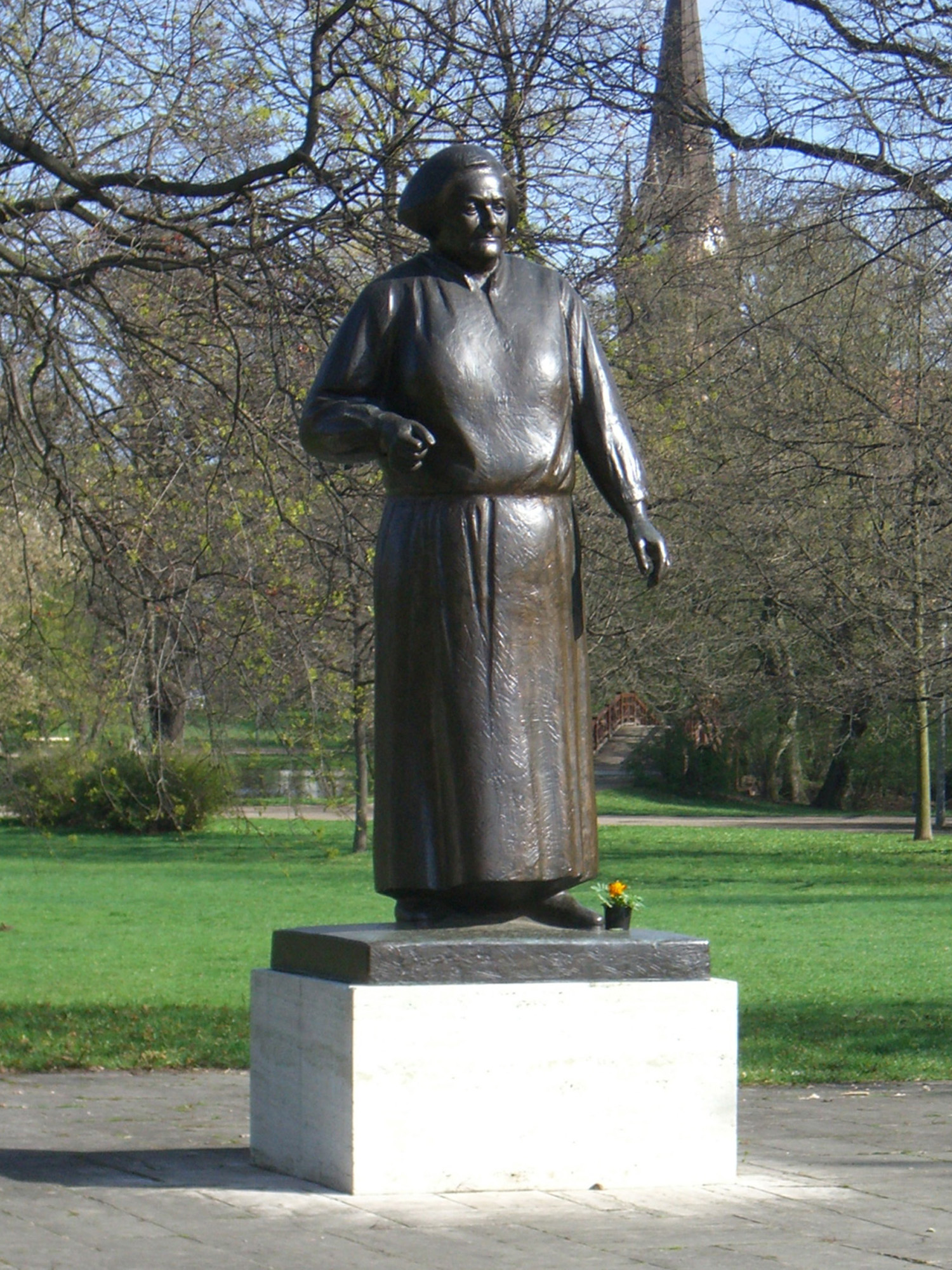
Staty i Leipzig

### Texter av Clara Zetkin i svensk översättning (urval)
- Tidningen Morgonbris 1905 - 1915 Morgonbris, Göteborgs Universitetsbibliotek
- Om kvinnans frigörelse av V.I. Lenin med appendix av Clara Zetkin, Stockholm : Gidlund ; 1971
- Folke Schimanski: Kvinnan och revolutionen - texter om 200 års kamp för kvinnlig frigörelse. Cavefors, 1972. ISBN 91-504-0296-X
- Kvinnopolitiska nyckeltexter, Johanna Esseveld, Lisbeth Larsson (red.), Lund : Studentlitteratur, 1996, ISBN 91-44-34451-1
- Riktlinjer från den kommunistiska rörelsen (1920/21) av Clara Zetkin, Marxistiskt Perspektiv nr 6, 1999.
- "Werte Genossin" : brev från Clara Zetkin till den svenska arbetarrörelsen av Martin Grass. Ingår i: Arbetarhistoria 2010(34):4. Arbetarrörelsens arkiv och bibliotek. ISSN 0281-7446.

### Texter av Zetkin på tyska (urval)
- Die Arbeiterinnen- und Frauenfrage der Gegenwart. Verlag der Berliner Volks-Tribüne, Berlin 1889, pdf, Friedrich-Ebert-Stiftung.
- Erinnerungen an Lenin. Verlag für Literatur und Politik, Wien, Berlin 1929.
- Ich will dort kämpfen, wo das Leben ist. Eine Auswahl von Schriften und Reden. Dietz-Verlag, Berlin 1955.
- Ausgewählte Reden und Schriften. 3 Bde. Dietz Verlag, Berlin 1957–1960.
- Zur Geschichte der proletarischen Frauenbewegung Deutschlands. Tredition Classics, Hamburg, 2013. ISBN 978-3849532611

### Böcker om Zetkin på tyska (urval)
- Gilbert Badia. Clara Zetkin. Eine neue Biographie. Dietz Verlag, Berlin 1994. ISBN 978-3320018344
- Florence Hervé (red.): Clara Zetkin oder: Dort kämpfen, wo das Leben ist. Karl Dietz Verlag, Berlin 2007, ISBN 978-3-320-02096-5.
- Ulla Plener (red.): Clara Zetkin in ihrer Zeit – neue Fakten, Erkenntnisse, Wertungen, Dietz Verlag, Berlin, 2008. ISBN 978-3320021603

### Texter på engelska (urval)
- Dorothea Reetz, Clara Zetkin as a Socialist Speaker, International Publishers Co Inc.,U.S. 1987. ISBN 978-0717806492
- Clara Zetkin, Clara Zetkin: Selected Writing, 1991. ISBN 0-7178-0611-1
- Hal Draper (red.) Women and Class: Toward a Socialist Feminism, CreateSpace Independent Publishing Platform, 2011. ISBN 978-1460998328
- Lori Marso, Fifty Key Feminist Thinkers, Routledge Key Guides Series, utkommer januari 2014.